# František Pála
František Pála (Velké Popovice, 28 marzo 1944) è un ex tennista cecoslovacco.
È il padre di Petr Pála, anch'egli ex tennista.

## Carriera
In carriera ha vinto un titolo di doppio. Nei tornei del Grande Slam ha ottenuto il suo miglior risultato raggiungendo il terzo turno nel singolare all'Open di Francia nel 1970 e nel 1972, e a Wimbledon nel 1972.
In Coppa Davis ha disputato un totale di 25 partite, ottenendo 15 vittorie e 10 sconfitte.

## Statistiche

### Singolare

#### Finali perse (2)
| Numero | Anno           | Torneo                           | Superficie  | Avversario in finale | Punteggio     |
| 1.     | 2 aprile 1972  | Monte Carlo Open, Monte Carlo    | Terra rossa | Ilie Năstase         | 1–6, 0–6, 3–6 |
| 2.     | 22 aprile 1972 | Madrid Tennis Grand Prix, Madrid | Terra rossa | Ilie Năstase         | 0-6, 0-6, 1-6 |

### Doppio

#### Vittorie (1)
| Numero | Anno           | Torneo                      | Superficie  | Compagno       | Avversari in finale         | Punteggio |
| 1.     | 1º maggio 1977 | BMW Open, Monaco di Baviera | Terra rossa | Balázs Taróczy | Nikki Spear John Whitlinger | 6-3, 6-4  |

### Doppio

#### Finali perse (2)
| Numero | Anno           | Torneo                        | Superficie  | Compagno       | Avversari in finale            | Punteggio            |
| 1.     | 2 aprile 1972  | Monte Carlo Open, Monte Carlo | Terra rossa | Jiří Hřebec    | Patrice Beust Daniel Contet    | 6-3, 1-6, 10-12, 2-6 |
| 2.     | 27 luglio 1974 | Austrian Open, Kitzbühel      | Terra rossa | Balázs Taróczy | Iván Molina Jairo Velasco, Sr. | 6-2, 6-7, 4-6, 4-6   |